# Tapinocyba silvestris
Tapinocyba silvestris är en spindelart som beskrevs av C.Constantin Georgescu 1973. Tapinocyba silvestris ingår i släktet Tapinocyba och familjen täckvävarspindlar. Inga underarter finns listade i Catalogue of Life.